# Emperador romano

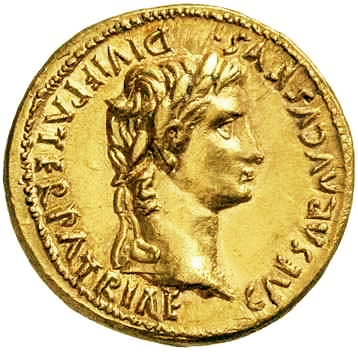
Áureo de César Augusto, primer emperador romano.

Emperador romano es el término utilizado por los historiadores para referirse a los gobernantes del Imperio romano tras la caída de la República romana.
En la Antigua Roma no existía el título de «emperador romano», sino que este título era más bien una abreviatura práctica para una complicada reunión de cargos y poderes. A pesar de la popularidad actual del título, el primero en ostentarlo realmente fue Miguel I Rangabé a principios del siglo IX, cuando se hizo llamar Basileus Rhomaion (‘emperador de los romanos’). Hay que tener en cuenta que en aquella época el significado de Basileus había cambiado de ‘soberano’ a ‘emperador’. Tampoco existía ningún título o rango análogo al título de emperador, sino que todos los títulos asociados tradicionalmente al emperador tenían su origen en la época republicana.
La discusión sobre los emperadores romanos está influenciada en gran medida por el punto de vista editorial de los historiadores. Los mismos romanos no compartían los modernos conceptos monárquicos de «imperio» y «emperador». Durante su existencia, el Imperio romano conservó todas las instituciones políticas y las tradiciones de la República romana, incluyendo el Senado y las asambleas.
En general, no se puede describir a los emperadores como gobernantes de iure. Oficialmente, el cargo de emperador era considerado como el «primero entre iguales» (primus inter pares), y muchos de ellos no llegaron a ser gobernantes de facto, sino que frecuentemente fueron simples testaferros de poderosos burócratas, funcionarios, mujeres y generales.

## El significado legal del título

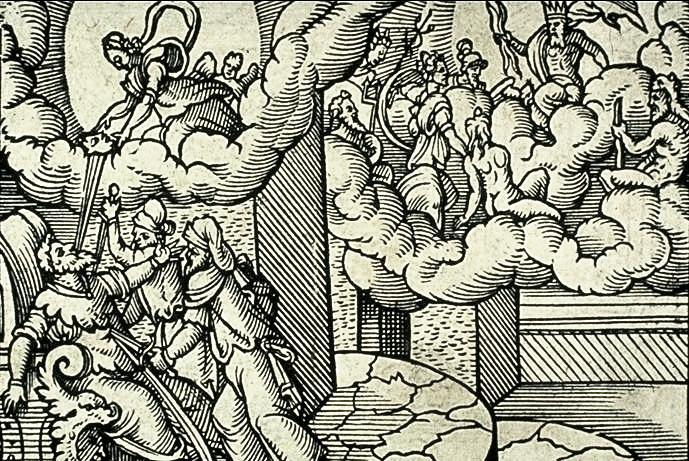
Deificación de Julio César en un grabado de la Edad Media. La elevación a la categoría de divinidad de los gobernantes romanos fue uno más de los elementos que contribuyeron a la creación de la figura imperial en un largo proceso no delimitado con claridad.

La autoridad legal del emperador derivaba de una extraordinaria concentración de poderes individuales y cargos preexistentes en la República, más que de un nuevo cargo político. Los emperadores continuaban siendo elegidos regularmente como cónsules y como censores, manteniendo así la tradición republicana. El emperador ostentaba en realidad los cargos no imperiales de Princeps Senatus (líder del Senado) y Pontifex Maximus (máxima autoridad religiosa del Imperio). El último emperador en ostentar dicho cargo fue Graciano, que en 382 lo cedió a Siricio, convirtiéndose desde entonces el título en un honor añadido al cargo de obispo de Roma.
Sin embargo, estos cargos solo proporcionaban prestigio (dignitas) a la persona del Emperador. Los poderes de este derivaban de la auctoritas. En la figura imperial se reunían las figuras autoritarias del imperium maius (comandante en jefe militar) y de la tribunicia potestas (máxima autoridad jurídica). Como resultado, el emperador se encontraba por encima de los gobernadores provinciales y de los magistrados ordinarios. Tenía derecho a dictar penas de muerte, exigía obediencia de los ciudadanos comunes, disfrutaba de inviolabilidad personal (sacrosanctitas) y podía rescatar a cualquier plebeyo de las manos de los funcionarios, incluyendo de los tribunos de la plebe (ius intercessio).
El puesto de emperador no era una magistratura ni ningún otro cargo del Estado (de hecho, carecía de un uniforme como se prescribía para los magistrados, senadores y caballeros, si bien los últimos emperadores sí fueron distinguidos con la toga púrpura, lo que dio origen a la frase «vestir la púrpura» como sinónimo de la asunción de la dignidad imperial). Tampoco existió un título regular para el cargo hasta el siglo III d. C. Los títulos normalmente asociados a la dignidad imperial eran Emperador (Imperator, con el significado de supremo comandante militar), César (que originalmente tuvo el significado de cabeza designada, Nobilissimus Caesar) y Augusto (Augustus, con el significado de 'majestuoso' o 'venerable'). Tras el establecimiento de la tetrarquía por Diocleciano, la palabra «César» pasó a designar a los dos subemperadores menores, y «Augusto» a los dos emperadores mayores.
Los emperadores de las primeras dinastías eran considerados casi como la cabeza del Estado. Como princeps senatus, el emperador podía recibir a las embajadas extranjeras en Roma; sin embargo, Tiberio consideraba que esto era una labor para los senadores sin necesidad de su presencia. Por analogía, y en términos modernos, estos primeros emperadores podrían ser considerados como jefes de Estado.
La palabra princeps, cuyo significado era 'primer ciudadano', fue un término republicano usado para denominar a los ciudadanos que lideraban el Estado. Era un título meramente honorífico que no implicaba deberes ni poderes. Fue el preferido de César Augusto, puesto que su uso implicaba únicamente primacía, en oposición a imperator, que implicaba dominación. La posición real del emperador era en esencia la del Pontífice Máximo con poderes de Tribuno y sobre todos los demás ciudadanos. Se mantuvo la denominación de princeps para conservar la apariencia institucional republicana.
La palabra griega basileus (comúnmente traducida como 'rey') modificó su significado, convirtiéndose en sinónimo de emperador (y comenzó a ser más usada tras el reinado del emperador bizantino Heraclio). Los griegos carecían de la sensibilidad republicana de los romanos y consideraban al emperador como un monarca. En la época de Diocleciano y posteriormente, el título princeps cayó en desuso, y fue reemplazado por el de dominus ('señor'). Los últimos emperadores usaron la fórmula Imperator Caesar NN Pius Felix (Invictus) Augustus, donde NN era el nombre individual del emperador de turno, Pius Felix significaba 'piadoso y bendito', e Invictus tenía el sentido de 'nunca derrotado'. El uso de princeps y dominus simboliza en un sentido amplio la diferencia entre las dos etapas del gobierno imperial conocidas como Principado y Dominado.

## El primer emperador romano
En la discusión sobre quién fue el primer emperador romano debe tenerse en cuenta que, a fines del periodo republicano, no existía un nuevo título que implicara un poder individual semejante al de un monarca. Tomando como referencia la traducción al español de la palabra latina Imperator, Julio César habría sido emperador, como muchos otros generales romanos antes que él. En lugar de ello, y tras el final de las guerras civiles durante las que Julio César lideró su ejército para conseguir el poder, quedó claro por una parte que no existía consenso sobre el retorno de la monarquía, y por otro lado, que la presencia a un tiempo de tantos altos gobernantes con iguales poderes otorgados por el Senado luchando entre ellos debía llegar a su fin.

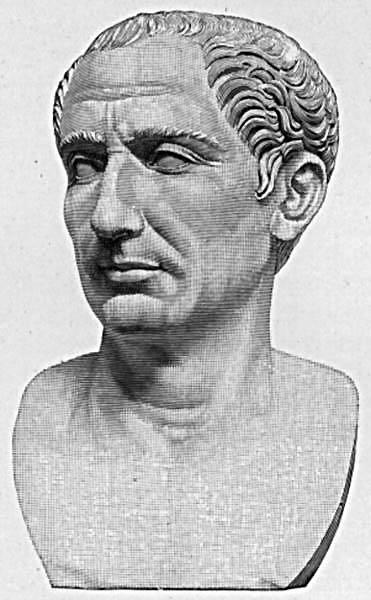
Julio César.

Con objeto de alcanzar esa monarquía no declarada, Julio César, y unos años más tarde Octavio, de una forma más sutil y gradual, trabajaron para acumular los cargos y títulos de mayor importancia en la República, haciendo que los poderes asociados a dichos cargos fueran permanentes y evitando que nadie con idénticas aspiraciones pudiera acumular o conservar poderes por sí mismos.
Julio César recorrió una parte considerable del camino en esta dirección, ostentando los cargos republicanos de cónsul (4 veces) y dictador (5 veces); consiguiendo ser nombrado «dictador vitalicio» (dictator perpetuus) en el 45 a C. También había sido Pontífice Máximo durante varias décadas, y preparó su futura deificación (iniciando el llamado Culto Imperial). Aunque fue el último dictador de la República, Julio César murió muchos años antes del colapso final de las instituciones tradicionales republicanas que dieron paso al sistema que los historiadores modernos llamaron Principado.

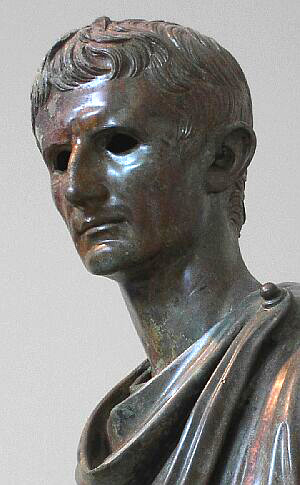
César Augusto.

En la época de su asesinato (44 a C.) César ya era el hombre más poderoso de Roma, pero sin ser princeps, condición que los historiadores modernos consideran determinante para llamarle emperador. Por esta razón en la actualidad no es considerado como tal. A pesar de ello, consiguió algo que solo un monarca hubiera podido conseguir, si bien esto solo se haría evidente muchas décadas después de su muerte: había convertido sus grandes poderes republicanos en hereditarios a través de su testamento, en el que adoptaba a Octavio y le designaba como su único heredero político. Sin embargo, no sería hasta casi una década después de la muerte de César cuando Octavio alcanzaría el poder supremo, tras la guerra civil posterior a la muerte de César y el proceso gradual para neutralizar a sus compañeros en el triunvirato que culminó con la victoria sobre Marco Antonio y Cleopatra VII. De alguna forma, César construyó el armazón sobre el que se asentaría la condición futura del emperador.
Sin embargo, no se puede marcar una línea a partir de la cual Octavio se convirtiese en emperador. A lo largo de su vida política, Octavio, también conocido como César Augusto, recibió y adoptó varios títulos que diferenciaban su condición de la del resto de los políticos, pero ninguna que claramente lo denominase como tal. Fue proclamado Augusto, pero este es considerado un sobrenombre o un adjetivo ("aumentador") más que un título. Con el tiempo, este adjetivo se tornaría sustantivo. Recibió también el título de pontifex maximus. Recibió del Senado la encomienda de la tribunicia potestas (el poder del tribunado), sin necesidad de ser uno de los tribunos; y también comenzó a usar Imperator, como parte de su nombre. Sin embargo, a pesar de que Augusto recibió diferentes títulos, no hubo cambios en la organización del Estado, la cual permaneció idéntica a la del período de la res publica.
Algunos historiadores como Tácito sugirieron que tras la muerte de Augusto habría sido posible el retorno al sistema republicano sin necesidad de ningún cambio, en el caso de que hubiera existido un deseo real de hacerlo (no permitiendo a Tiberio la acumulación de los mismos poderes, cosa que este hizo con rapidez). Incluso Tiberio siguió a grandes rasgos manteniendo inalterado el sistema de gobierno republicano.
Los historiadores de los primeros siglos tuvieron más en cuenta la continuidad: si existió una «monarquía sin reyes» hereditaria tras la República, esta habría comenzado con Julio César. En este sentido, Suetonio escribió las Vidas de los Doce Césares, compilando los emperadores desde Julio César e incluyendo a la dinastía Flavia (tras la muerte de Nerón, el nombre heredado ‘César’ se convirtió en un título). En libros de historia más recientes, sin embargo, se apunta que inmediatamente después del asesinato de Julio César, el Estado romano había vuelto en todos los aspectos a la República, y que el Segundo Triunvirato difícilmente podría ser considerado una monarquía. Estas tesis, ampliamente seguidas, ven a Augusto como el primer emperador en un sentido estricto, y se dice que se convirtió en tal cuando «restauró» el poder al Senado y al pueblo, acto que en sí mismo fue una demostración de su auctoritas, tras lo cual recibió el nombre de «Augusto» el 16 de enero del 27 a C.

## Títulos y atribuciones
Aunque estos son los cargos, títulos y atribuciones más comunes, se debe tener en cuenta que no todos los emperadores romanos hicieron uso de ellos, y que en caso de hacerlo, posiblemente no los usaban al mismo tiempo. Los cargos de cónsul y censor, por ejemplo, no formaban parte integral de la dignidad imperial, siendo ostentados por diferentes personas además del emperador reinante.
- Augustus (‘augusto’, ‘sagrado’ o ‘venerable’), un cognomen o apellido honorífico exclusivo del emperador que portaron todos ellos a partir de Augusto.
- Autokratōr ('autócrata'), título griego equivalente a ‘soberano’ con un significado semejante a ‘con plenos poderes’. Aparece solo en inscripciones y prosa en griego.
- Basileus, ('monarca'), usado de forma popular en Oriente para referirse al emperador y que se convirtió en un título formal a partir del reinado de Heraclio. También usado exclusivamente en inscripciones y prosa griegas.
- Caesar (‘césar’) o Nobilissimus Caesar (‘césar nobilísimo’), cognomen procedente de la familia de Julio César, usado posteriormente como nomen, bien para referirse al emperador (usado en segundo lugar, tras imperator), bien a los herederos (usado en último lugar tras su nombre ordinario).
- Censor (‘censor’), cargo de la República ejercido por cinco años que ostentan dos individuos con las mismas atribuciones: velar por la moralidad pública y controlar los empadronamientos, incluidos los de los órdenes senatorial y ecuestre. Lo ejercieron muy pocos emperadores, como Claudio (47-48 d. C.), Vespasiano y Tito (73-74 d. C.).
- Consul (‘cónsul’), la más alta de las magistraturas senatoriales de la República romana, de un año de vigencia (enero-diciembre), que ostentan al tiempo dos individuos con las mismas atribuciones. Son el poder ejecutivo del Senado. Los emperadores lo ejercían a voluntad, pero no siempre (Augusto lo fue 13 veces, Tiberio 2, Trajano 6, Adriano 3, etc.).
- Dominus noster (‘nuestro señor’, ‘nuestro amo’), título honorífico que comienza a usarse a la vez o en vez de imperator caesar bajo el usurpador Magnencio (350-353 d. C.).
- Imperator, magistrado portador de imperium, título obtenido tras la ascensión a la púrpura imperial o tras un importante triunfo militar. Este título, de origen republicano, se convirtió desde Augusto en el prenombre (praenomen) de la mayoría de los emperadores hasta mediados del siglo IV.
- Imperator destinatus o imperator designatus (‘destinado para ser emperador’, ‘designado para ser emperador’), título para el heredero imperial usado por Septimio Severo para su hijo Caracalla.
- Imperium maius, que indica que su poseedor ostenta el poder absoluto sobre todos los demás poderes, incluyendo la capacidad de sentenciar a muerte.
- Invictus (‘invicto’, ‘no vencido’), título honorífico.
- Pater patriae (‘padre de la patria’), título honorífico, decretado por primera vez para Augusto en 2 a.c
- Pius felix (‘piadoso y bendito’), título honorífico.
- Pontifex maximus (‘sumo pontífice’), título de origen republicano que implicaba la mayor de las autoridades religiosas. Estaban a la cabeza de los sacra (ritos oficiales de Roma). Los emperadores cristianos a partir de Graciano dejaron de usar este título al ser cedido este a los papas de Roma.
- Princeps (‘primer ciudadano’, ‘príncipe’), título honorífico que denota el estatus del emperador como primus inter pares.
- Princeps iuventutis (‘príncipe de la juventud’), título honorífico destinado al heredero del Imperio.
- Princeps senatus (‘príncipe del Senado’), cargo republicano con una vigencia de cinco años.
- Tribunicia potestas (‘tribuno [potestad tribunicia]’), cargo senatorial de origen republicano (494 a C.), que desde Augusto, en 23 a C., es privativo del emperador. Mediante él obtenía poderes de tribuno, incluyendo la inviolabilidad (sacrosanctitas) y la capacidad de vetar las decisiones del Senado. Se renovaba anualmente (hasta Trajano en el dies imperii o de ascenso al trono, después cada 10 de diciembre) por lo que en las inscripciones imperiales es el marcador cronológico más fiable de la titulatura.

Además, en epigrafía son frecuentes las siguientes abreviaturas como propias de la dignidad imperial:
- AVG. - Augustus (cognomen o tercer nombre, específico del emperador, desde Augusto)
- CAES. - Caesar
- CES. y CES. PERP. - Censor y Censor perpetuus
- COS. - Consul (se añade un numeral cada vez que lo ejerce, excepto el I)
- DIV. - Divus, Diva: desde Augusto, designa al emperador, emperatriz o miembro de la familia imperial que ha recibido la apotheosis o declaración de divinización. Normalmente le sigue el nombre más popular del personaje en cuestión (Divus Augustus, Divus Hadrianus), excepto César, que fue designado simplemente Divus.
- GERM. - Germanicus (otros epítetos de victoria sobre pueblos determinados: Britannicus, Dacicus, Parthicus, Sarmaticus, Alamannicus, etc., a veces seguidos de Maximus).
- IMP. - Imperator (como prenombre y como indicador de victorias militares, suyas o de sus generales, en este caso le siguen numerales, excepto el I)
- MAX. - Maximus
- NOB. - Nobilissimus
- OPT. - Optimus, como cognombre, específico de Trajano.
- P.P. o PAT.PATR. - Pater patriae
- P.F. - Pius Felix
- PONT.MAX. o P.M. - Pontifex Maximus
- PRINC. IVV. - Princeps Iuventutis (aplicado a los césares o herederos)
- TRIB.POT. o TR.P. - Tribunicia potestas (habitualmente en ablativo o genitivo, le sigue el numeral, excepto el I)

## Los poderes del emperador
Cuando Augusto estableció el Principado, cambió la autoridad suprema por una serie de poderes y cargos, lo que en sí mismo fue una demostración de autoridad. Como Princeps Senatus, el emperador declaraba el inicio y el fin de cada sesión del Senado, imponía la agenda de este, la reglamentación a seguir por los senadores y se reunía con los embajadores extranjeros en nombre del Senado.

Aspecto actual del Foro de Roma; durante siglos, el centro geográfico del poder político del Imperio.

Como Pontifex Maximus, el emperador era la cabeza religiosa del Imperio, correspondiéndole la presidencia de las ceremonias religiosas, la consagración de los templos, el control del calendario romano (suprimiendo y añadiendo días cuando era necesario), el nombramiento de las vírgenes vestales y de los flamen (sacerdotes), el liderazgo del Collegium Pontificum (dirección colegiada de los asuntos religiosos) y la interpretación de los dogmas de la religión romana.
Aunque estos poderes otorgaban al emperador una gran dignidad e influencia, en realidad no incluían por sí mismos ninguna autoridad legal. En el año 23 a C., Augusto daría poder legal a la figura del emperador. En primer lugar, con la inclusión entre sus cargos de la tribunicia potestas, o poderes de tribuno, sin necesidad de ostentar dicho cargo. Esto dio al emperador inviolabilidad y la capacidad de perdonar a cualquier civil por cualquier tipo de acto criminal o de cualquier otro tipo. Con los poderes del tribuno, el emperador podía condenar también a muerte sin juicio previo a cualquiera que interfiriera en el desempeño de sus deberes. Este «tribunado imperial» le permitía también manejar al Senado según sus deseos, proponer leyes, así como vetar sus decisiones y las propuestas de cualquier magistrado, incluyendo al tribuno de la plebe. También mediante este poder el emperador podía convocar a las asambleas romanas, ejerciendo como presidente de las mismas y pudiendo proponer leyes en estos foros. Sin embargo, todos estos poderes solo eran aplicables dentro de la misma Roma, por lo que aún necesitaba otros poderes para poder vetar a los gobernadores y a los cónsules en las provincias del Imperio.
Para resolver este problema, Augusto trató de que se otorgara al emperador el derecho a ostentar dos tipos diferentes de imperium: el primero como cónsul, lo que le daba el poder de la máxima magistratura dentro de Roma, y el segundo con el título de Imperium Maius, que le daba poderes fuera de Roma, o sea, como procónsul. Los cónsules y el emperador tenían por lo tanto una autoridad semejante, pudiendo cada uno de ellos vetar las propuestas y actos de los otros. Sin embargo, fuera de Roma, el emperador superaba en poderes a los cónsules, pudiendo vetarles sin que estos pudieran hacer otro tanto con él. El imperium maius le daba al emperador autoridad sobre todos los gobernadores de las provincias romanas, convirtiéndole en la máxima autoridad en los asuntos provinciales y dándole el mando supremo de todas las legiones romanas. El emperador, merced a este imperium, podía nombrar a los gobernadores de las provincias imperiales sin interferencia del Senado. La división de las provincias entre imperiales y consulares data, según Dión Casio, del 27 a C.

### El culto imperial
Bajo la denominación de culto imperial se incluye el conjunto de rituales realizados en honor del emperador romano y su familia (una vez al año los habitantes debían quemar incienso ante su estatua, diciendo: «César es señor»). Anteriormente Alejandro Magno había afirmado ser descendiente de los dioses de Egipto, y decretó que debería de ser adorado en las ciudades de Grecia.
Todavía en vida de Julio César, este consintió en la erección de una estatua a cuyo pie rezaba la inscripción Deo invicto (en español, «Al dios invencible») en el 44 a C. El mismo año se hizo nombrar dictador vitalicio. El Senado votó para que se le construyera un templo y se instituyeran juegos en su honor. Después de su muerte lo colocaron entre los demás dioses y le dedicaron un santuario en el foro. El heredero de César, Augusto, hizo construir un templo en Roma dedicado al «Divino Julio» (Divus Iulius). Como hijo adoptivo del deificado Julio, Augusto también recibió el título de Divi filius («Hijo de dios»). Se hizo llamar Augusto, fue honrado como divino y se le puso su nombre a un mes del año (agosto) tal como había sucedido con su padre (Julio). Aunque Augusto en vida no pidió ser adorado, después de su muerte el Senado le elevó al rango de dios y lo declaró inmortal.
El objetivo principal de este culto era demostrar la superioridad del gobernante mediante su adscripción a una esfera divina, y la sumisión de los habitantes a los dictados de aquel.
La adoración del emperador, que en realidad era política más que personal, fue un elemento poderoso de unidad en el imperio, puesto que era una especie de deber patriótico.
Tácito describe en sus Anales que Augusto y Tiberio permitieron que se erigiera un único templo en su honor durante sus vidas. Estos templos contenían, no obstante, no solo las estatuas del emperador gobernante, que podía ser venerado a la manera de un dios, sino que también se dedicaban al pueblo de Roma, a la ciudad de Roma, en el caso de Augusto, y al Senado en el de Tiberio. Ambos templos estaban situados en la parte asiática del Imperio romano. El templo de Augusto estaba situado en Pérgamo, mientras Tiberio no consintió ningún otro templo o estatua en su honor aparte de los existentes en Esmirna, ciudad elegida en el año 26 entre once candidatas para erigir estos templos. Tiberio aseguró ante el Senado que prefería ser más recordado más por sus actos que por las piedras. Sí permitió, en cambio, la construcción de un templo en honor de su antecesor y padre adoptivo, el ya Divus Augustus, en Tarragona, en el año 15 d. C.
Los numerosos templos y estatuas dedicados a Calígula, por orden propia, fueron todos ellos destruidos de inmediato tras la violenta muerte de este emperador. Al parecer, Claudio permitió la erección de un solo templo en su honor, continuando el ejemplo de Augusto y Tiberio. En esta ocasión el templo se erigió en Britania, tras la conquista de este territorio por Claudio.
Generalmente, los emperadores romanos evitaron reclamar para sí mismos el estatus de deidad en vida, a pesar de que algunos críticos insistieron en que hubieran debido hacerlo, y que lo contrario podría ser considerado un signo de debilidad. Otros romanos ridiculizaban la idea de que los emperadores fueran considerados dioses vivientes, e incluso veían con diversión la deificación de un emperador tras su muerte. Sobre este particular, el único escrito satírico de Séneca, la Apocolocyntosis divi Claudii (Conversión del divino Claudio en calabaza), muestra un amargo sarcasmo sobre la previsible deificación de Claudio, la cual se efectuó, de acuerdo con la versión de Tácito, en los funerales del emperador en el año 54.
Frecuentemente, los emperadores fallecidos durante este período fueron objeto de adoración, al menos, aquellos que no fueron tan impopulares para sus súbditos. La mayor parte de los emperadores se beneficiaron de la rápida deificación de sus predecesores: si dicho predecesor era un familiar relativamente cercano, aunque solo fuera por adopción, esto significaba que el nuevo emperador contaba con un estatus cercano a la deidad, siendo divi filius, sin necesidad de parecer demasiado presuntuoso al reclamar para sí mismo la condición divina. Una famosa cita atribuida a Vespasiano en su lecho de muerte dice que sus últimas palabras, proferidas en tono irónico, fueron: Vae... puto deus fio! («¡Ay de mí, creo que me estoy convirtiendo en dios!»), al sentir que la muerte le llegaba.
Para las mujeres de las dinastías imperiales la adquisición del título de Augusta, otorgado solo de forma excepcional, significaba un paso esencial para alcanzar el estatus de divinidad. Lo alcanzaron, entre otras, Livia (bajo Tiberio), Popea Sabina (bajo Nerón), Marciana, Matidia la Mayor (ambas con Trajano), Plotina, Sabina (bajo Adriano), etc.
Para el culto específico de la domus augusta o familia imperial se creó el sacerdocio específico del flaminatus. Los flamines ejercían el de los varones y las flaminicae, frecuentemente sus esposas, el de las mujeres. El culto se extendía también a todos los ya fallecidos, caso en el que se mencionan como domus divina, divorum et divarum, etc. flamines y flaminicae existían en el nivel municipal y en el provincial, siendo el flaminado provincial masculino, que conllevaba también importantes gastos, una palanca muy importante para el ascenso a otros órdenes sociales.

## Los linajes imperiales

### Emperadores romanos durante el Principado

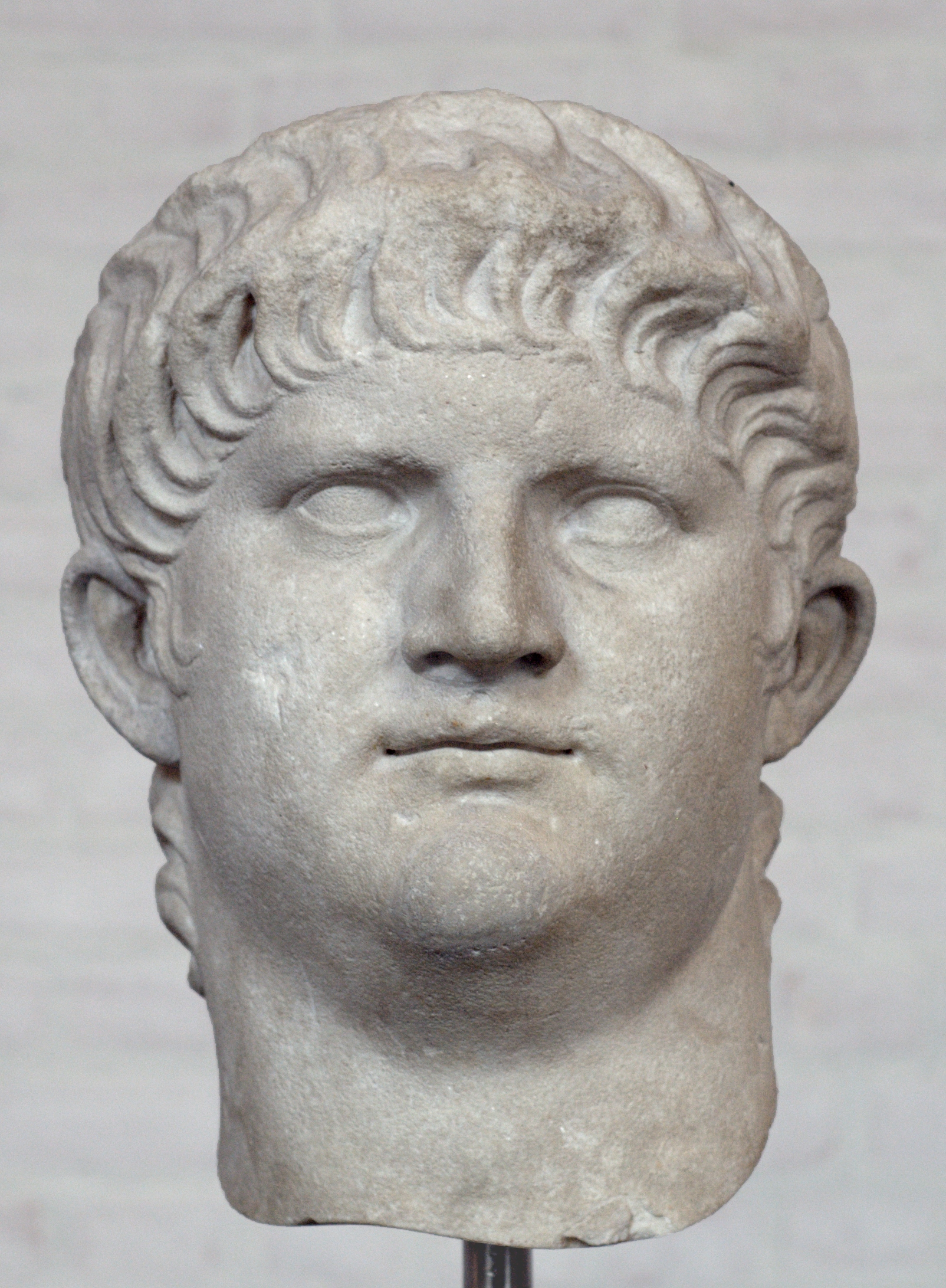
Nerón.

La naturaleza del cargo imperial y el Principado fueron establecidos por el heredero de Julio César, Octavio, declarado en el testamento de César como hijo adoptivo de este. Octavio Augusto nombró más tarde como heredero al hijo del primer matrimonio de su esposa Livia con un joven de la distinguida familia Claudia, dando inicio a la dinastía Julio-Claudia, que terminaría tras la muerte de Nerón, tataranieto de Augusto por parte de su hija Julia y de Livia por parte del hijo de esta: Tiberio. De este linaje fue también el emperador Calígula, sucesor de Tiberio, Claudio y Nerón, con cuya muerte finalizó la dinastía Julio-Claudia. A lo largo del año 69, Nerón fue sucedido por una serie de usurpadores, dándose en llamar a este el año de los cuatro emperadores. El último de ellos, Vespasiano, estableció la dinastía Flavia, cuyo último emperador, Domiciano, fue a su vez sucedido por Nerva, de la dinastía Antonina. Nerva, anciano y sin hijos, adoptó a Trajano, ajeno a su familia, y le nombró su heredero.

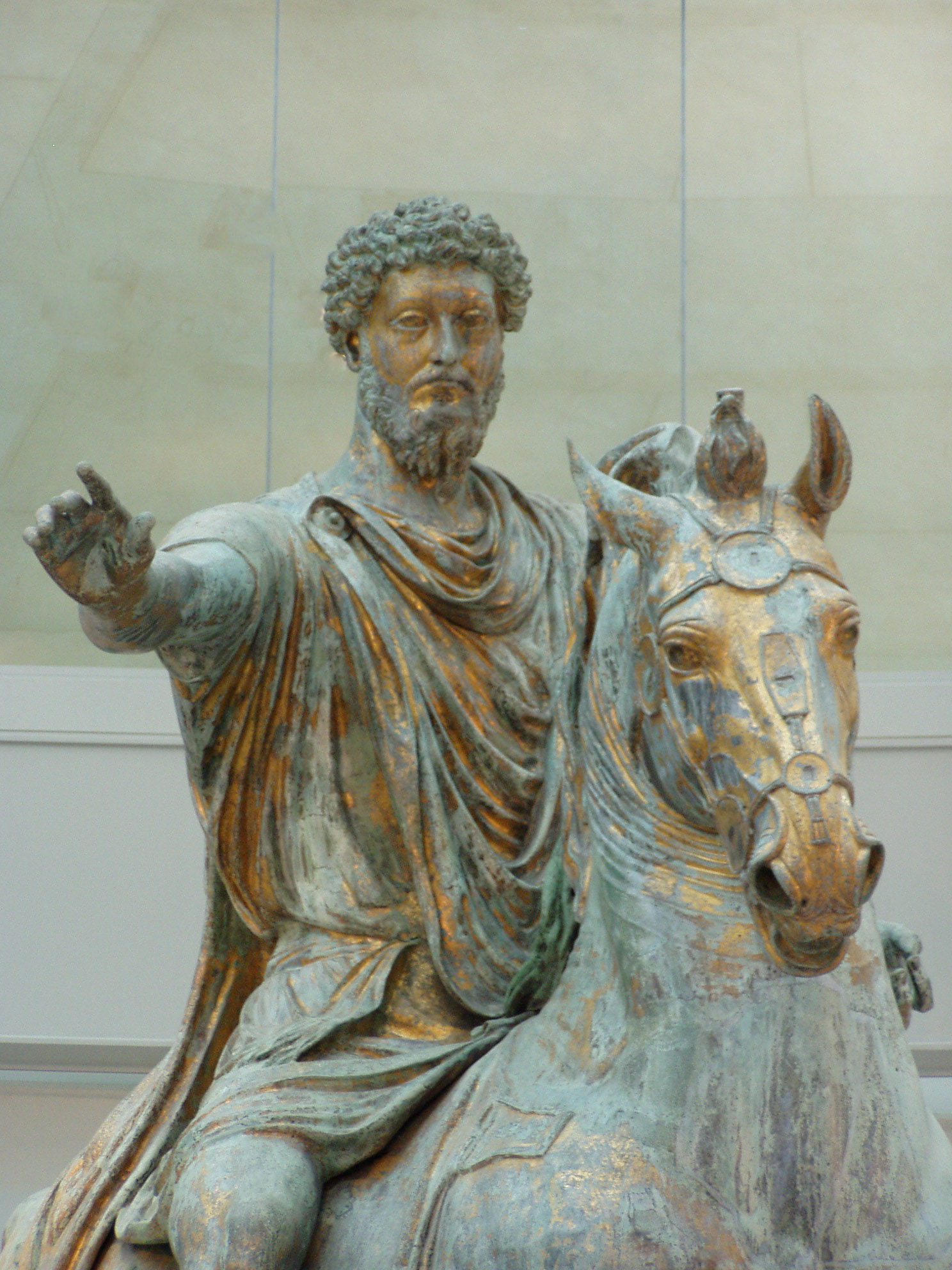
Marco Aurelio.

Cuando Trajano accedió al trono imperial, siguió el ejemplo de su predecesor, adoptando a Adriano como heredero, lo que se convirtió en una práctica habitual en la sucesión del Imperio durante el siguiente siglo, dando origen a la época de «los cinco emperadores buenos», el periodo de mayor estabilidad y prosperidad de la historia del Imperio romano. Para algunos historiadores esta fue la era dorada de Roma. Los emperadores de esta dinastía fueron: Nerva, Trajano, Adriano, Antonino Pío y Marco Aurelio, quien le cedió el trono a su hijo Cómodo, un disoluto que rápidamente estropeó la obra de todo un siglo de buen gobierno del imperio.
El último de los «cinco emperadores buenos», Marco Aurelio, eligió por su parte a su hijo Cómodo como sucesor en lugar de adoptar a su heredero. El consiguiente desgobierno provocado por Cómodo condujo a su posterior asesinato, el 31 de diciembre de 192. Esto dio origen a un breve período de inestabilidad que terminó con el ascenso al poder imperial de Septimio Severo, quien estableció la dinastía de los Severos. Esta dinastía, a excepción del periodo 217-218, ostentó la púrpura hasta el año 235.

#### La crisis delsigloIII

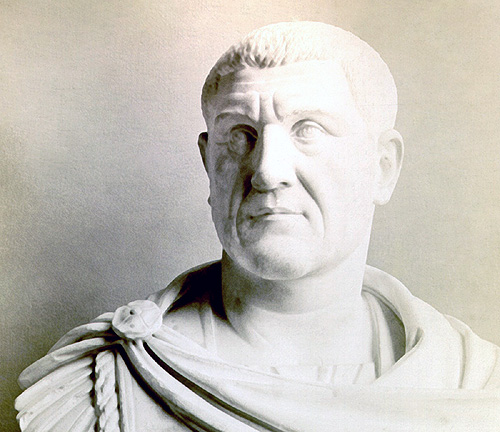
Maximino el Tracio.

El ascenso al poder de Maximino el Tracio marcó el final de una era y el principio de otra. Fue uno de los últimos intentos del cada vez más impotente Senado para influir en la sucesión. Además, fue la primera vez que un hombre alcanzaba la púrpura basándose únicamente en su trayectoria militar. Tanto Vespasiano como Septimio Severo provenían de familias nobles o de clase media, mientras que Maximino el Tracio procedía de una familia plebeya y bárbara. Nunca durante su reinado visitó Roma, y dio origen a una serie de «emperadores cuarteleros», provenientes todos ellos del Ejército. Entre 232 y 285, más de doce emperadores accedieron a la púrpura, pero solo Valeriano y Caro llegaron a asegurarse la sucesión de sus hijos al trono, y ambas dinastías terminaron en solo dos generaciones.

### Emperadores romanos durante el Dominado
El ascenso al trono imperial de Diocleciano el 20 de noviembre de 284, un comandante dálmata de la caballería de la guardia de Caro y Numeriano, de habla griega y clase baja, significó el abandono del concepto tradicional romano de «emperador». Este, que oficialmente se consideraba como el «primero entre iguales», dejó de serlo con Diocleciano, que incorporó el despotismo oriental en la dignidad imperial. Donde los anteriores emperadores habían vestido la toga púrpura y habían sido tratados con deferencia, Diocleciano vistió ropas y calzados enjoyados, y exigió de aquellos que le servían arrodillarse y besar el borde de sus ropas (adoratio).
En muchos sentidos, Diocleciano fue el primero de los emperadores monárquicos, hecho que se simboliza en que la palabra dominus ('señor') reemplazó a princeps como término preferente para referirse al emperador. De una forma significativa, ni Diocleciano ni su coemperador Maximiano habitaron mucho tiempo en Roma después de 286, estableciendo sus capitales imperiales en Nicomedia y Mediolanum (la actual Milán), respectivamente.

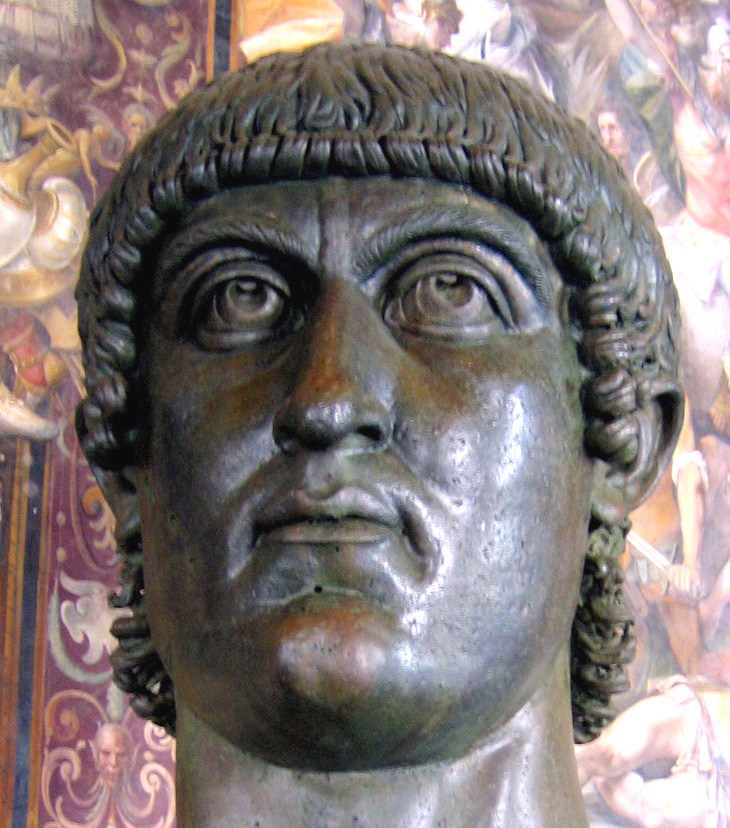
Constantino I el Grande.

Además, Diocleciano estableció la tetrarquía, un sistema que dividió al Imperio romano en Occidente y Oriente, cada una de las cuales tenía un Augusto como gobernante supremo y un César como ayudante del primero. El sistema de la tetrarquía degeneró en una guerra civil. El vencedor de estas guerras fue Constantino I el Grande, quien restauró el sistema de Diocleciano de división del Imperio en Este y Oeste. Constantino mantuvo Oriente para sí mismo y refundó la ciudad de Constantinopla como su nueva capital.
La dinastía que estableció Constantino también se vio pronto acosada por guerras civiles e intrigas cortesanas hasta que fue reemplazada de forma breve por Joviano, general de Juliano el Apóstata y, de forma más permanente, por Valentiniano I y la dinastía que este fundó en 364. A pesar de ser un soldado procedente de la clase media-baja, Valentiniano no fue un «emperador cuartelero», sino que fue elevado a la púrpura por un cónclave de generales veteranos y funcionarios civiles.
Teodosio I accedió al trono imperial en Oriente en el año 379, y se hizo con el control de Occidente en 394. Declaró ilegales la brujería, magia y adivinación, y convirtió al cristianismo en la religión oficial del Imperio. Teodosio fue el último emperador que gobernó la totalidad del Imperio romano, ya que el reparto del mismo entre sus hijos Arcadio (Imperio Oriental) y Honorio (Imperio Occidental) tras su muerte en el año 395 representó la división definitiva del Imperio.

## Emperadores tras la caída del Imperio romano de Occidente

### El linaje imperial de Oriente
En el Oeste, parte del Imperio donde estaba incluida la vieja capital de Roma, la línea sucesoria imperial terminó con la deposición de Rómulo Augústulo el 4 de septiembre de 476. Tradicionalmente, esta fecha marca el final del Imperio romano y el comienzo la Edad Media. Sin embargo, la sucesión de emperadores romanos continuó en el Este por 1000 años más, hasta la Caída de Constantinopla y la muerte de Constantino XI Paleólogo el 29 de mayo de 1453. Fueron estos emperadores los que normalizaron la dignidad imperial hasta el concepto moderno del término «Emperador», incorporando el título dentro de la organización del Estado, y adoptando el antes mencionado título Basileus Rhomaion ("Emperador de los Romanos", en griego). Los emperadores de Oriente dejaron de usar el latín como idioma oficial tras el reinado de Heraclio y abandonaron muchas de las antiguas tradiciones romanas. Los historiadores suelen referirse a este Estado como el Imperio bizantino, aunque dicho término no fue creado hasta el siglo XVIII.
Tras la caída del Imperio bizantino, los zares rusos reclamaron los títulos de Imperator y Autocrátor, que usarían hasta el fin del Imperio ruso en 1917; por su parte, los sultanes otomanos se consideraron herederos del Imperio hasta su caída en el 1922, pues a Mehmed II al conquistar Constantinopla se proclamó César de los Romanos.
El último pretendiente Paleólogo a la Corona del Imperio bizantino, Andrés Paleólogo, vendió sus derechos y títulos a Fernando II de Aragón e Isabel I de Castilla antes de su muerte en 1502. Sin embargo, no se tiene constancia de que ningún monarca español haya usado los títulos imperiales bizantinos y, de hecho, los Reyes Católicos incluso trabaron una alianza contra Venecia con Bayezid II.

### El nuevo linaje occidental

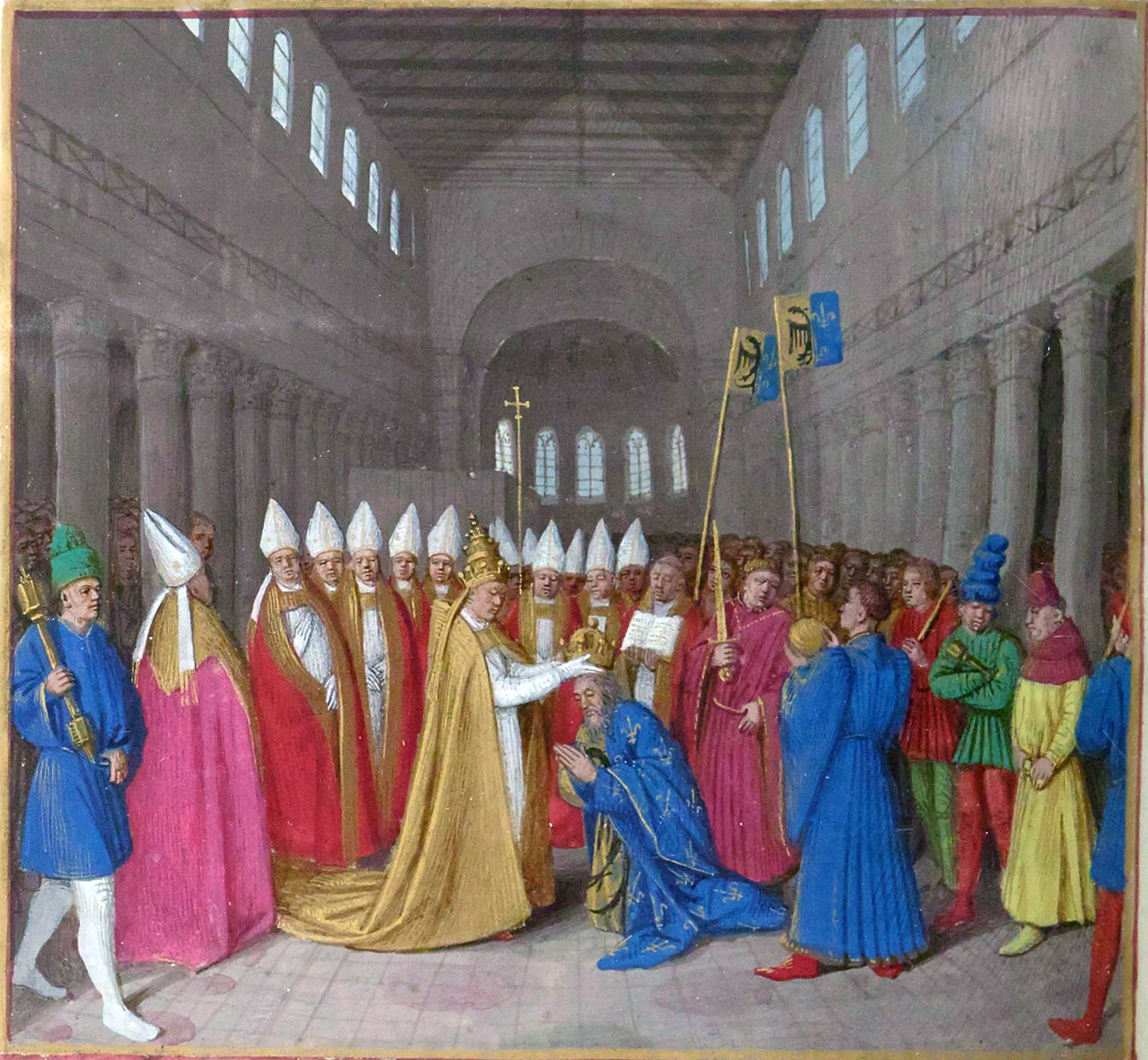
Coronación de Carlomagno como Imperator Romanorum (por Jean Fouquet; Grandes Chroniques de France) (1455-1460).

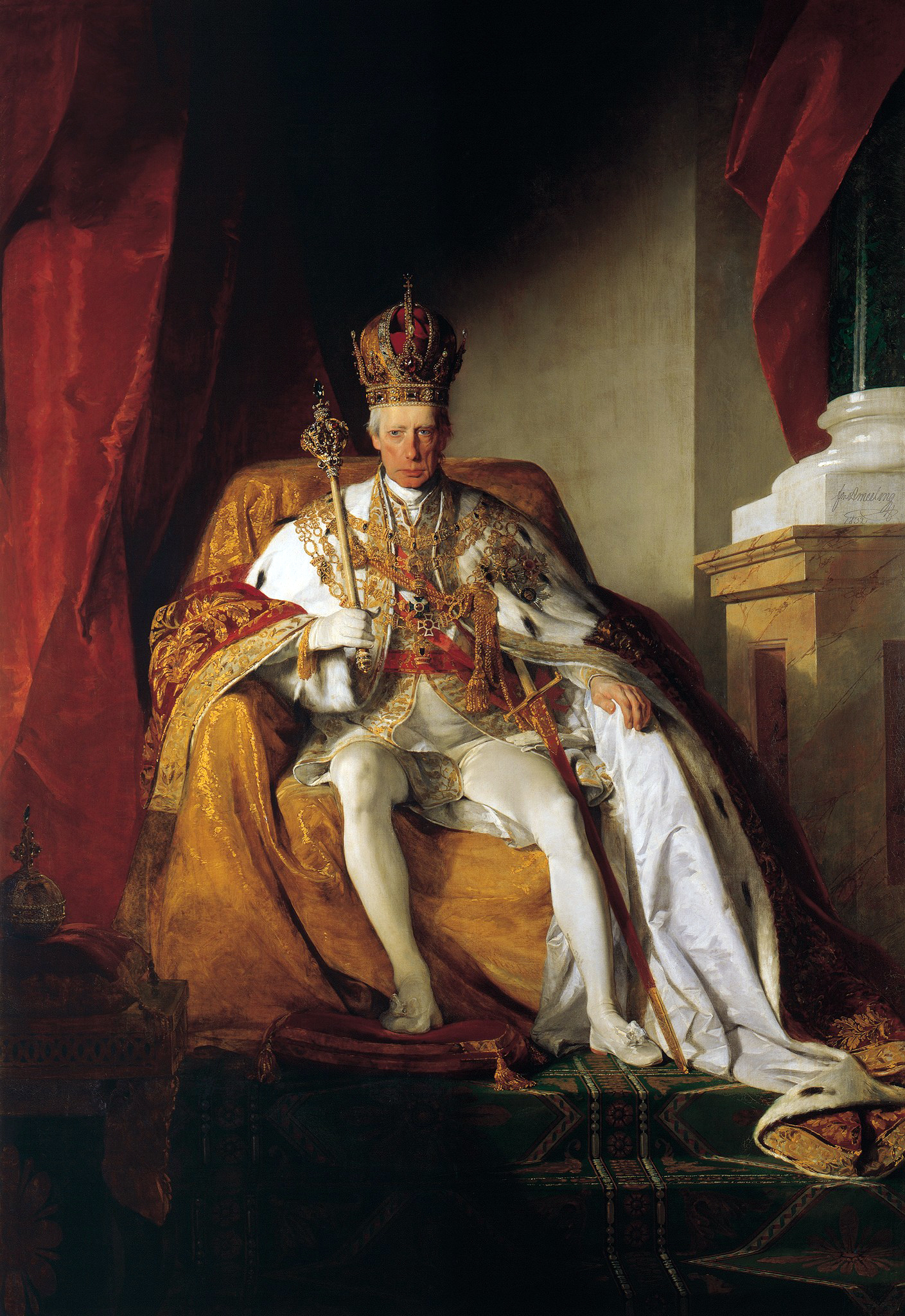
Francisco II, último monarca en portar el título de «Emperador romano».

El concepto de «Imperio romano» sería recuperado en Occidente tras la coronación del rey franco Carlomagno en la Navidad del año 800. El papa lo coronó como "Imperator Romanorum" en Roma, título que se conservaría por los siguientes mil años.
Carlomagno y sus descendientes francos son llamados frecuentemente Emperadores de Occidente,[cita requerida] e incluso cuando la desintegración del Imperio carolingio era ya patente, el título se conservó para la línea primogénita de la familia. Tras un interregno de varias décadas, el rey alemán Otón I logró reunificar las regiones orientales del Imperio carolingio, siendo coronado como Imperator el 2 de febrero del 962.
Esta nueva línea sucesoria estuvo compuesta por regla general de emperadores de origen alemán más que romano, aunque mantuvieron el nombre de «romanos» como símbolo de legitimidad. Esto duró hasta el 6 de agosto de 1806, cuando Francisco II disolvió el Imperio durante las guerras napoleónicas con la clara intención de impedir que Napoleón Bonaparte se apropiara del título y la legitimidad histórica que este conllevaba.[cita requerida] Estos emperadores usaron una variedad de títulos, entre los cuales el más frecuente sería Imperator Augustus, antes de terminar imponiéndose la denominación de Imperator Romanus Electus. Los historiadores les asignan comúnmente el nombre de «Sacro Emperador Romano» basándose en los usos históricos reales, y consideran al «Sacro Imperio Romano» como una institución separada y sin relación política con el antiguo Imperio romano.